# Kumiałka (rzeka)
Kumiałka – rzeka, prawy dopływ Brzozówki o długości 38,03 km.
Rzeka płynie w powiecie sokólskim